# Lovesexy (album)
Lovesexy je deseti studijski album američkog glazbenika Princea. Album su objavile diskografske kuće Paisley Park Records i Warner Bros. Records na dan 10. svibnja 1988. Lovesexy je jedan od prvih albuma koje je snimio u, tada novoizgrađenom, Paisley Parku (njegovom studiju). Fotografija na omotu albuma prikazuje golog Princea, zbog čega su ga neke trgovine odbile prodavati. Album nije bio komercijalno uspješan u SAD-u kao njegovi prijašnji albumi, ali je zato bio uspješan u Europi.
Na prvim izdanjima albuma na CD-u pjesme nisu bile odvojene. Sve su bile dio jedne datoteke, ali kasnije su ipak bile razdvojene. Godine 2017. Lovesexy je bio objavljen na streaming platformama u svojem neodvojenom obliku.

## Popis pjesama
| 1. | »Eye No«       | 5:47 |
| 2. | »Alphabet St.« | 5:38 |
| 3. | »Glam Slam«    | 5:04 |
| 4. | »Anna Stesia«  | 4:56 |

| 5. | »Dance On«         | 3:44 |
| 6. | »Lovesexy«         | 5:48 |
| 7. | »When 2 R in Love« | 4:01 |
| 8. | »I Wish U Heaven«  | 2:43 |
| 9. | »Positivity«       | 7:15 |